# Monastîrske, Nemîriv
Monastîrske (în ucraineană Монастирське) este localitatea de reședință a comunei Marksove din raionul Nemîriv, regiunea Vinnița, Ucraina.

## Demografie
Componența lingvistică a localității Monastîrske
     Ucraineană (98,89%)
     Alte limbi (1,11%)
Conform recensământului din 2001, majoritatea populației localității Monastîrske era vorbitoare de ucraineană (98,89%), existând în minoritate și vorbitori de alte limbi.